# Víspera del Año Nuevo chino
La Nochevieja China (Nochevieja Lunar) es la víspera del Año Nuevo Chino (Año Nuevo Lunar). Celebrar la Nochevieja china (Lunar) siempre ha sido un asunto familiar en Asia, es el día de reunión de toda familia asiática. Ha evolucionado a lo largo de mucho tiempo. El origen de la Nochevieja Lunar asiática se remonta a hace 3.500 años.

## Historia
La Nochevieja china se originó en la dinastía Shang (1600 - 1046 a. C.), cuando los chinos celebraban ceremonias de sacrificio en honor de dioses y antepasados al final de cada año. Después, en la dinastía Zhou (1046 - 256 a. C.), apareció la expresión "Nian (Año)" y se popularizaron ciertas prácticas culturales entre los chinos, como enviar al dios de la puerta o quemar bambú.
La primera Nochevieja china fechada se registró durante el periodo de los Estados Combatientes (475 a. C.-221 d. C.). En Lüshi Chunqiu, se registró la realización de un ritual exorcista llamado "Gran Nuo" (大傩) en el día final de un año para expulsar la enfermedad en Qin (estado). Derivaba de un ritual anterior, Nuo (傩), que es el origen de la Nochevieja china. Más tarde, Qin unificó China y fundó la dinastía Qin, el ritual se continuó. Evolucionó hacia la limpieza a fondo de las casas en los días previos al Año Nuevo chino.
Durante la dinastía Jin (266 - 420 d. C.), la gente empezó a hacer la tradición "Shousui (守岁)" en Nochevieja. Así lo recoge el artículo Fengtu Ji (风土记) del general de Jin Occidental Zhou Chu: "Al final de un año, la gente se regala y se desea mutuamente, llamándolo Kuisui (馈岁); la gente invita a otros con bebidas y comida, llamándolo Biesui (别岁); en la víspera de año nuevo, la gente se queda despierta toda la noche hasta el amanecer, llamándolo Shousui (守岁)". El artículo utilizaba la palabra "除夕 (Chuxi)" para indicar la víspera de año nuevo, y el nombre se sigue utilizando hasta hoy.

## Fechas de la Nochevieja china
Dado que el calendario tradicional chino utiliza el calendario lunisolar, no hay una fecha fija para la Nochevieja china. A continuación se muestra la tabla con las fechas de Nochevieja china desde 2011 hasta 2031.
| Años | Fecha        | Día       |
| ---- | ------------ | --------- |
| 2011 | Feb 2, 2011  | miércoles |
| 2012 | Ene 22, 2012 | Domingo   |
| 2013 | Feb 9, 2013  | sábado    |
| 2014 | Ene 30, 2014 | jueves    |
| 2015 | Feb 18, 2015 | miércoles |
| 2016 | Feb 7, 2016  | Domingo   |
| 2017 | Ene 27, 2017 | Viernes   |
| 2018 | Feb 15, 2018 | jueves    |
| 2019 | Feb 4, 2019  | Lunes     |
| 2020 | Ene 24, 2020 | Viernes   |
| 2021 | Feb 11, 2021 | jueves    |
| 2022 | Ene 31, 2022 | Lunes     |
| 2023 | Ene 21, 2023 | sábado    |
| 2024 | Feb 9, 2024  | Viernes   |
| 2025 | Ene 28, 2025 | martes    |
| 2026 | Feb 16, 2026 | Lunes     |
| 2027 | Feb 5, 2027  | Viernes   |
| 2028 | Ene 25, 2028 | martes    |
| 2029 | Feb 12, 2029 | Lunes     |
| 2030 | Feb 2, 2030  | sábado    |
| 2031 | Ene 22, 2031 | miércoles |

## Tradiciones
La práctica de la Nochevieja china es el cúmulo de la historia y la tradición de este festival desde hace miles de años, hay muchas prácticas en China que son variadas ya que la gente en diferentes regiones tienen diferentes costumbres. La mayoría de las prácticas existen desde hace miles de años y se siguen utilizando hoy en día.

### Reuniones
En la mayor parte de China, especialmente en el sur, la gente acostumbra a celebrar grandes banquetes familiares para festejar la Nochevieja china, lo que se conoce como "Reunión feliz". Como es la última comida del año, todos los miembros de la familia deben sentarse juntos para disfrutar de los deliciosos platos tradicionales familiares y se permite y anima a beber a todos los miembros de la familia. Antes de la feliz reunión, cada familia debe ofrecer un sacrificio a los antepasados, normalmente tres o cuatro generaciones de difuntos. La familia debe poner una mesa con varios platos y proporcionar un asiento a cada antepasado, después el miembro de más edad de la familia les sirve bebidas. Después de quemar algunos palos de musgo y velas, se supone que los antepasados empiezan a comer, y todos los miembros de la familia deben adorarlos de rodillas e inclinarse ante ellos. Tras el gran banquete familiar, todos los miembros de la familia se sientan juntos alrededor de la chimenea, charlan, cantan, ríen o juegan a las cartas y se quedan hasta tarde hasta el amanecer de la mañana siguiente.

### Gala de TV
La gala de la Fiesta de la Primavera es un programa de televisión que emite en directo la Televisión Central de China en la víspera del Año Nuevo Lunar con cantos, bailes, sketches cómicos y charlas cruzadas. La preparación suele durar 6 meses. Desde que en la década de 1980 más y más familias chinas pudieron permitirse la televisión, la gala de la fiesta de la primavera se ha institucionalizado como una práctica crucial de la Nochevieja china: todos los miembros de la familia se sientan frente al televisor para ver juntos la gala de la fiesta de la primavera. Todos los miembros de la familia se sientan frente al televisor para ver juntos la Gala de Primavera, que se retransmite hasta medianoche.

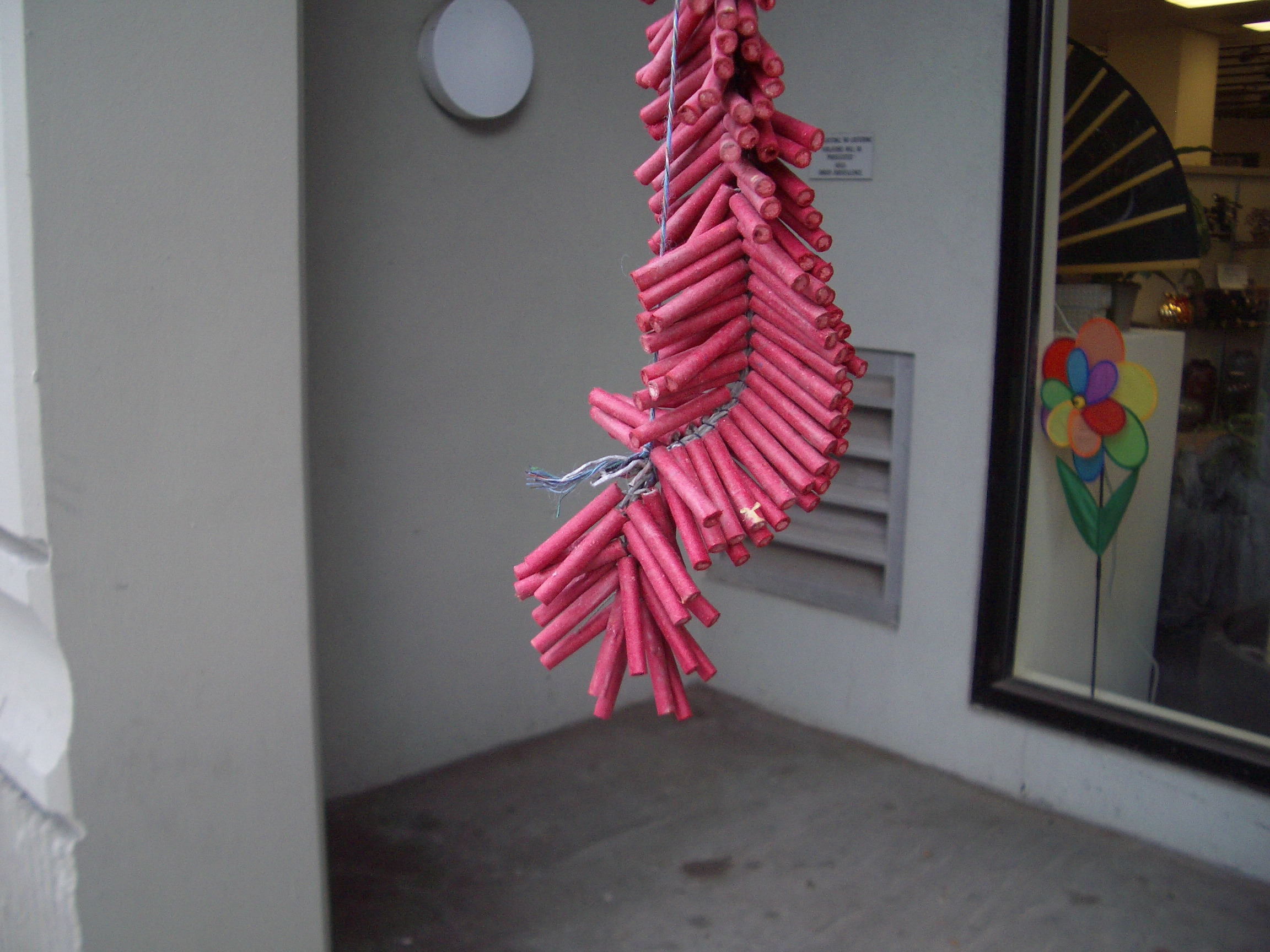
Cuerda de petardos

### Quema de bambú y uso de petardos
Hay un antiguo mito que dice que un diablo que vivía en las montañas occidentales, la gente caería enferma si se cruzara con él, pero el diablo tiene miedo del sonido del bambú. Por eso, los chinos quemaban bambú para que el sonido alejara al diablo de su casa en Nochevieja. Hoy en día, a los chinos les sigue gustando encender petardos en vez de bambú en Nochevieja, no sólo para mantener alejado al diablo, sino también para divertirse.

### El Dios de la Cocina

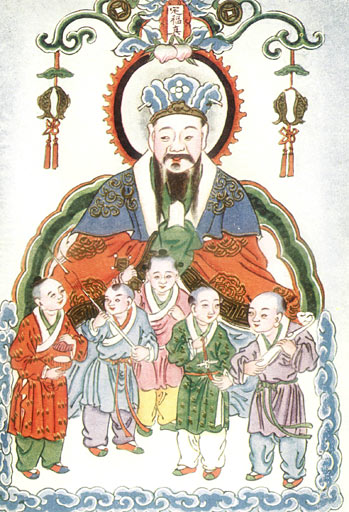
Dios de la cocina

El dios chino de la cocina es considerado el embajador del Emperador de Jade ante cada familia china. Se dice que a medianoche del Año Nuevo chino, el dios de la cocina de cada familia debe ir al cielo para informar de las hazañas de la familia durante el año. En el año nuevo lunar, el dios de la cocina regresa a la tierra y cada familia le da la bienvenida pegando una nueva imagen suya en la cocina.

### Invitando a un Dios de la Puerta

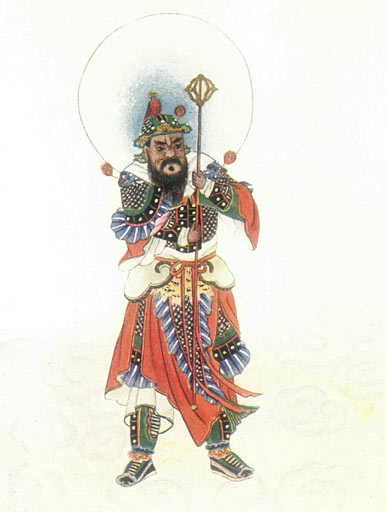
Dios de la puerta

En la víspera del Año Nuevo chino, cada familia invitaba al dios de la puerta pegando su imagen en la puerta principal como talismán para prohibir la entrada de cualquier demonio en la familia. Los dioses de la puerta más populares son Zhong kui, Qin shubao y Yu chigong en distintas zonas de China.

### Madera de melocotón
En la víspera del Año Nuevo chino, los chinos hacen un arco con madera de melocotón para exorcizar al demonio causante de las plagas, algo que se remonta a la dinastía Qin. El fantasma no hacía daño al hombre, pero los antiguos les tenían miedo, por lo que pedían ayuda para ahuyentarlo. El dios guardián de la entrada estaba estrechamente relacionado con los festivales y la madera de melocotón se consideraba una fuerza sobrenatural con la que se podía ahuyentar a los fantasmas.

### Comidas tradicionales para la Nochevieja china
La cena de reunión familiar es crucial para los chinos. La fiesta de Nochevieja china permite a todos los miembros de la familia sentarse juntos. La preparación lleva días. Cada plato de la Nochevieja china tiene significados diferentes. Algunos de los platos más populares son:

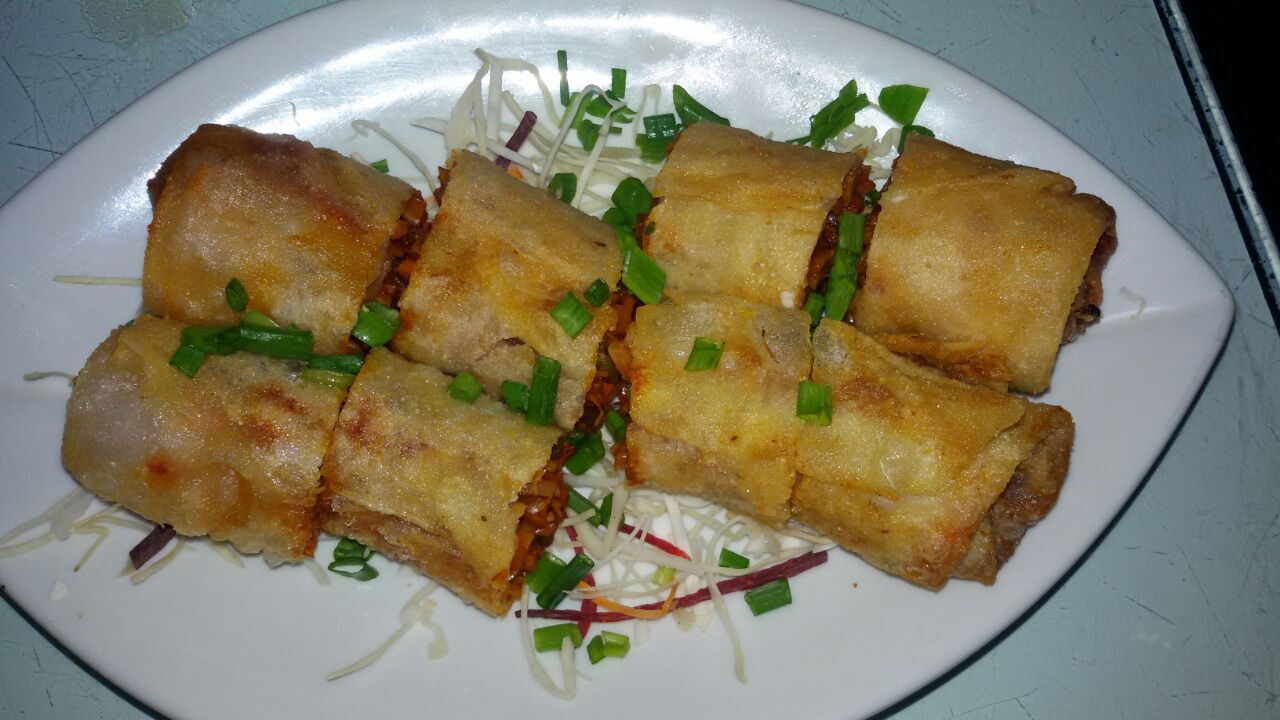
Rollito de primavera chino de verduras

#### Rollitos de primavera
Los rollitos de primavera son un plato tradicional del este de China. Es un plato cantonés que la gente hace las envolturas de masa fina en los rollos de forma cilíndrica y rellenarlos con verduras, carne, o algo dulce, a continuación, freír los rollos de primavera para darles un color amarillo dorado.

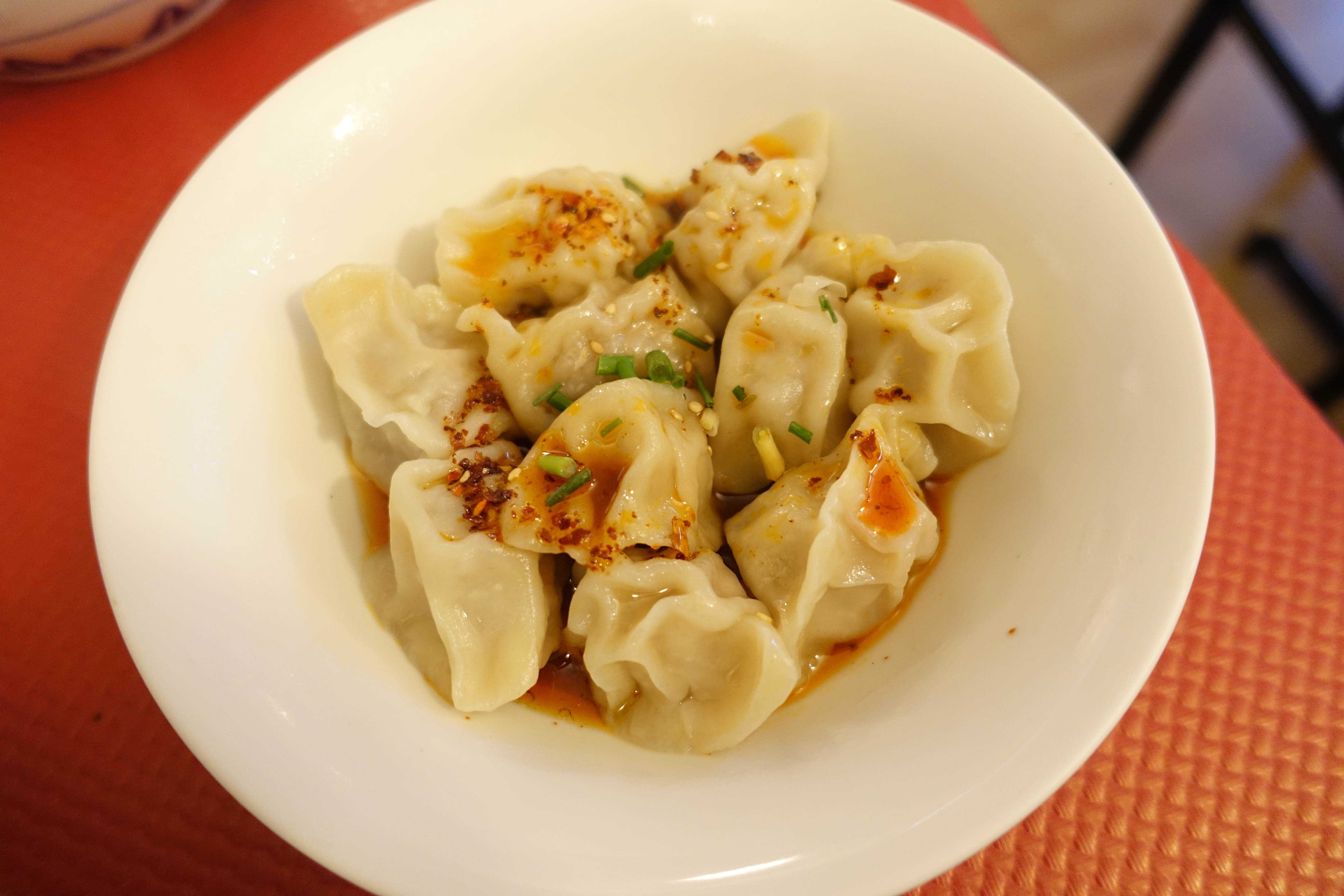
Dumplings

#### Dumplings
El dumpling es un alimento tradicional que se come en el norte de China en Nochevieja, mientras que en el sur son muy pocos los que lo sirven como cena de Nochevieja Lunar. La carne picada (cerdo, gambas, pollo, ternera, etc.) y las verduras se envuelven en una piel de masa elástica. Las formas más comunes de cocinarlos en China son hervidos, al vapor y fritos.

#### Pastel de arroz glutinoso

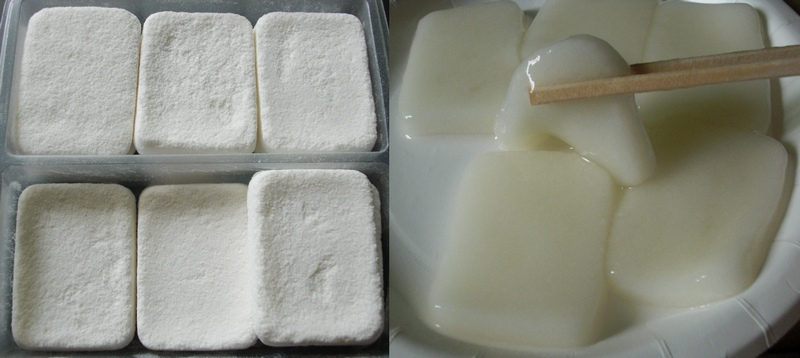
Pastel de arroz glutinoso

El pastel de arroz glutinoso se llama "Nian Gao" en mandarín. El sonido de Nian Gao tiene un buen significado: subir de nivel año tras año. El pastel de arroz glutinoso se elabora con arroz pegajoso, azúcar, castañas y hojas de loto. Es un plato común que aparece en la cena de reunión de Nochevieja Lunar de las familias del sur de China.

#### Fruta de la buena fortuna

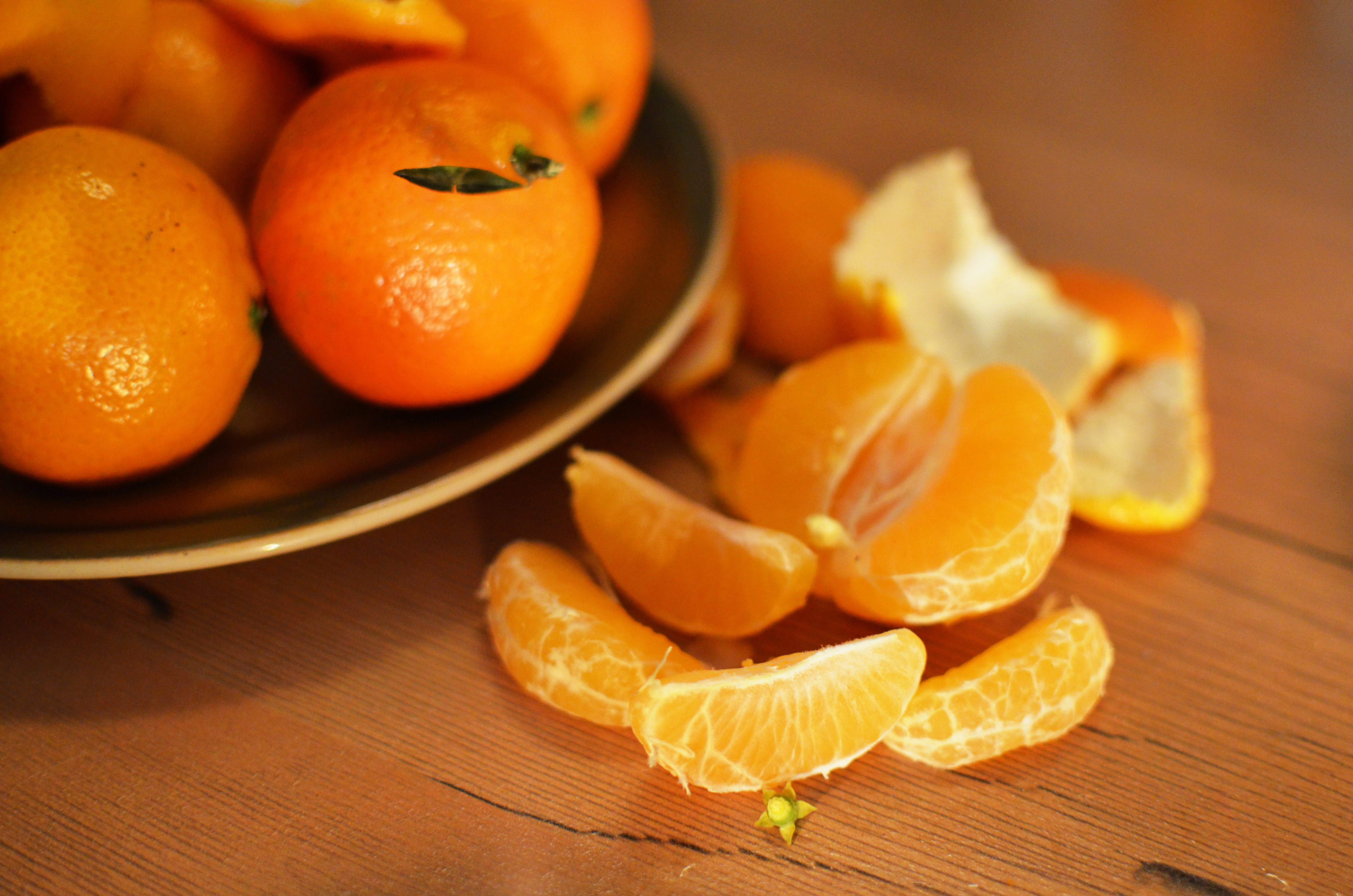
Mandarinas

Mandarinas, naranjas y pomelos son algunas de las frutas que se comen en Nochevieja Lunar. Los chinos creen que comer estas frutas en Nochevieja puede traer fortuna, ya que tienen forma redondeada, color dorado y sonidos de la suerte que simbolizan plenitud y riqueza.

#### Fideos de la longevidad
Los fideos de la longevidad representan el deseo de longevidad de los chinos. La longitud y la preparación de los fideos de la longevidad simbolizan la vida del comensal. Los fideos de la longevidad son más largos que los normales, suelen freírse o hervirse y servirse en un cuenco.

### Regalo y árbol del dinero
Los chinos regalan dinero a sus hijos en Nochevieja. Suelen poner el dinero en bolsillos rojos y esconderlo bajo las almohadas de sus hijos. En la antigüedad, el dinero chino era una moneda de cobre redonda con un agujero cuadrado en el centro. los adultos enhebraban las monedas con hilos de colores para hacer la forma de un dragón y luego ponían el dinero junto a la cama de sus hijos mientras éstos dormían. esta costumbre es muy similar a los regalos de Navidad en occidente.
El árbol del dinero es un árbol legendario que arroja monedas cuando se agita. En Nochevieja, los chinos cortan ramas de pino y las colocan en un jarrón. Luego atan al árbol monedas de cobre, oro o plata en forma de zapato y flores de granada, algo muy parecido al árbol de Navidad de los países occidentales.

## Tradiciones similares en otras partes de Asia

### Filipinas
La Nochevieja china en Filipinas se llama Bisperas ng Bagong Taon en tagalo. En Nochevieja, todas las puertas, incluidos armarios, cajones, vitrinas y ventanas, deben quedar abiertas de par en par para que entre la buena suerte. Los filipinos chinos no comen pescado ni pollo en Nochevieja, ya que estos animales buscan comida y los filipinos chinos no quieren buscar comida en el año que comienza. En Nochevieja preparan doce frutas redondas (naranjas, uvas, clementinas, melón, etc.) y cada fruta representa un mes.

## Tabúes
En Nochevieja, todos los utensilios de limpieza, como escobas, cepillos o plumeros, deben guardarse. Los chinos limpian en Nochevieja porque creen que si barren o quitan el polvo el día de Año Nuevo, su buena fortuna se esfumará. La limpieza comienza en la puerta, el polvo y la basura se barren hasta la mitad de la habitación, luego se colocan en las esquinas y no se sacan hasta el quinto día.
Durante el periodo de año nuevo, se evita el uso de tijeras, cuchillos y otros objetos afilados. La idea es que los objetos afilados cortan el flujo de riqueza y éxito para todo el año. Todos los cuchillos de las casas deben guardarse la víspera del Año Nuevo chino.
El carácter chino del pelo es el mismo que el de la palabra prosperar. Esto significa que lavárselo o cortárselo es como lavarse la fortuna y reduce drásticamente las posibilidades de prosperidad en el año venidero. Por ello, los chinos evitan cortarse el pelo hasta el segundo día del año nuevo, cuando concluyen todas las festividades.